# الاحتجاجات الإثيوبية 2016
اندلعت الاحتجاجات في اثيوبيا يوم 5 أغسطس 2016 بعد دعوات من جانب جماعات المعارضة. وطالب المتظاهرون بإصلاحات اجتماعية وسياسية مثل وضع حد لانتهاكات حقوق الإنسان (مثل قتل الحكومة للمدنيين، والاعتقالات الجماعية، استيلاء الحكومة على الأراضي والتهميش السياسي لجماعات المعارضة). وردت الحكومة بتقييد الوصول إلى الإنترنت ومهاجمة واعتقال المتظاهرين. في الأيام الثلاثة المؤدية إلى 8 أغسطس، أفادت رويترز أن 90 متظاهراً على الأقل قد أطلق النار عليهم وقتلوا على أيدي قوات الأمن الإثيوبية، ووصفت هذه الحملة أنها الأكثر عنفاً ضد المتظاهرين في أفريقيا جنوب الصحراء منذ قتل مالا يقل عن 75 شخصاً أثناء الاحتجاجات في منطقة أوروميا في إثيوبيا في نوفمبر وديسمبر 2015.

## ردود الفعل

### المحلية
نفت الحكومة الإثيوبية أعمال العنف التي ترتكبها قوات الأمن في البلاد، وأعلنت أن إرتريا ومصر هما الجهتان الإقليميتان اللتان تسببتا في الاضطرابات المستمرة.